# São José do Vale do Rio Preto
São José do Vale do Rio Preto est une municipalité de l'État de Rio de Janeiro au Brésil.
Sa population était estimée à 20 252 habitants en 2010. Elle s'étend sur 239,950 km2.
Elle fait partie de la Microrégion Serrana dans Mésorégion Métropolitaine de Rio de Janeiro.

## Maires
| Période | Période | Identité                           | Étiquette | Qualité |
| ------- | ------- | ---------------------------------- | --------- | ------- |
| 2005    | 2012    | Adilson Faraco Brügger de Oliveira | DEM       |         |